# Shakuhachi

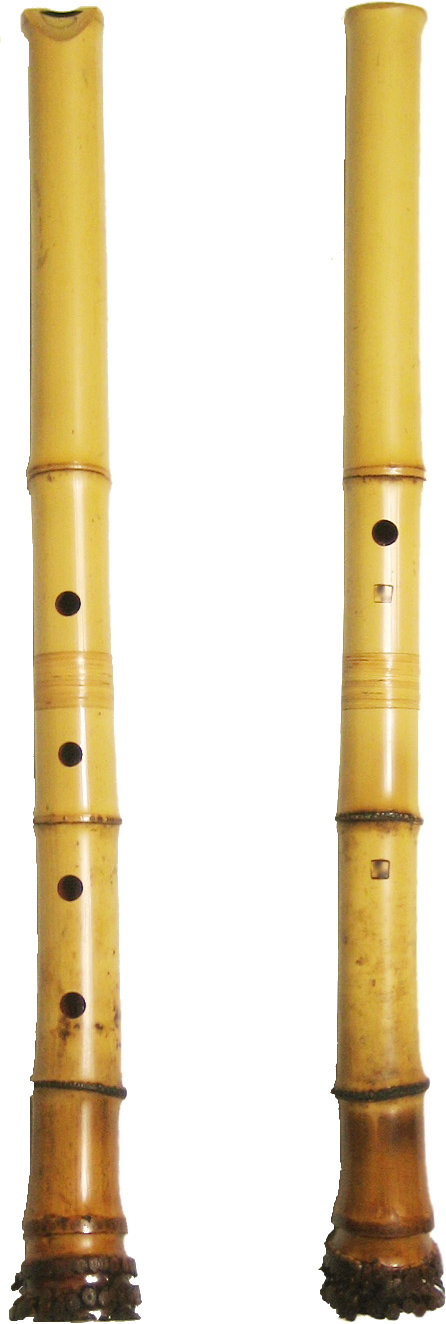
Shakuhachi
Trái: nhìn từ trên xuống, 4 lỗ.
Phải: nhìn từ dưới lên, lỗ thứ năm.

Shakuhachi (Kanji 尺八, Hán Việt: xích bát) là một loại sáo tre của Nhật Bản, được du nhập từ Trung Hoa vào thế kỷ thứ 8 và trong thế kỷ 17 nó được phát triển thành một nhạc cụ để niệm phật của các nhà tu zen. Theo truyền thống Shakuhachi được làm bằng gỗ tre, nhưng bây giờ cũng được làm bằng nhựa (ABS) hay các loại gỗ cứng.

## Lịch sử
Shakuhachi phát xuất từ tiêu của Trung Quốc và vào thế ký thứ 8 (tức thời Đường) được đưa vào Nhật Bản cùng với nhạc Trung Quốc trình diễn trong triều đình Nhã nhạc Nhật Bản. Nhưng vì kích thước nhỏ và âm thanh yếu nên dần dần không còn được ưa chuộng trong dàn nhạc. Đến thế kỷ thứ 17 thì nó được các nhà tu Phật giáo tấu cho các tăng lữ tụng niệm.

Khác biệt chính giữa Shakuhachi của Nhật Bản và tiêu của Trung Quốc là ở lỗ thổi (shakuhachi miệng thổi rộng, trong khi tiêu chỉ có một lỗ thổi nhỏ thường hình bán nguyệt), và lỗ bấm (shakuhachi có 5 lỗ, trong khi tiêu có 6 tới 8 lỗ). Những người mà chơi cả hai nhạc cụ cho là shakuhachi khó điều khiển hơn là tiêu, đòi hỏi người chơi phải học thành thục từ bước thổi căn bản.
. 

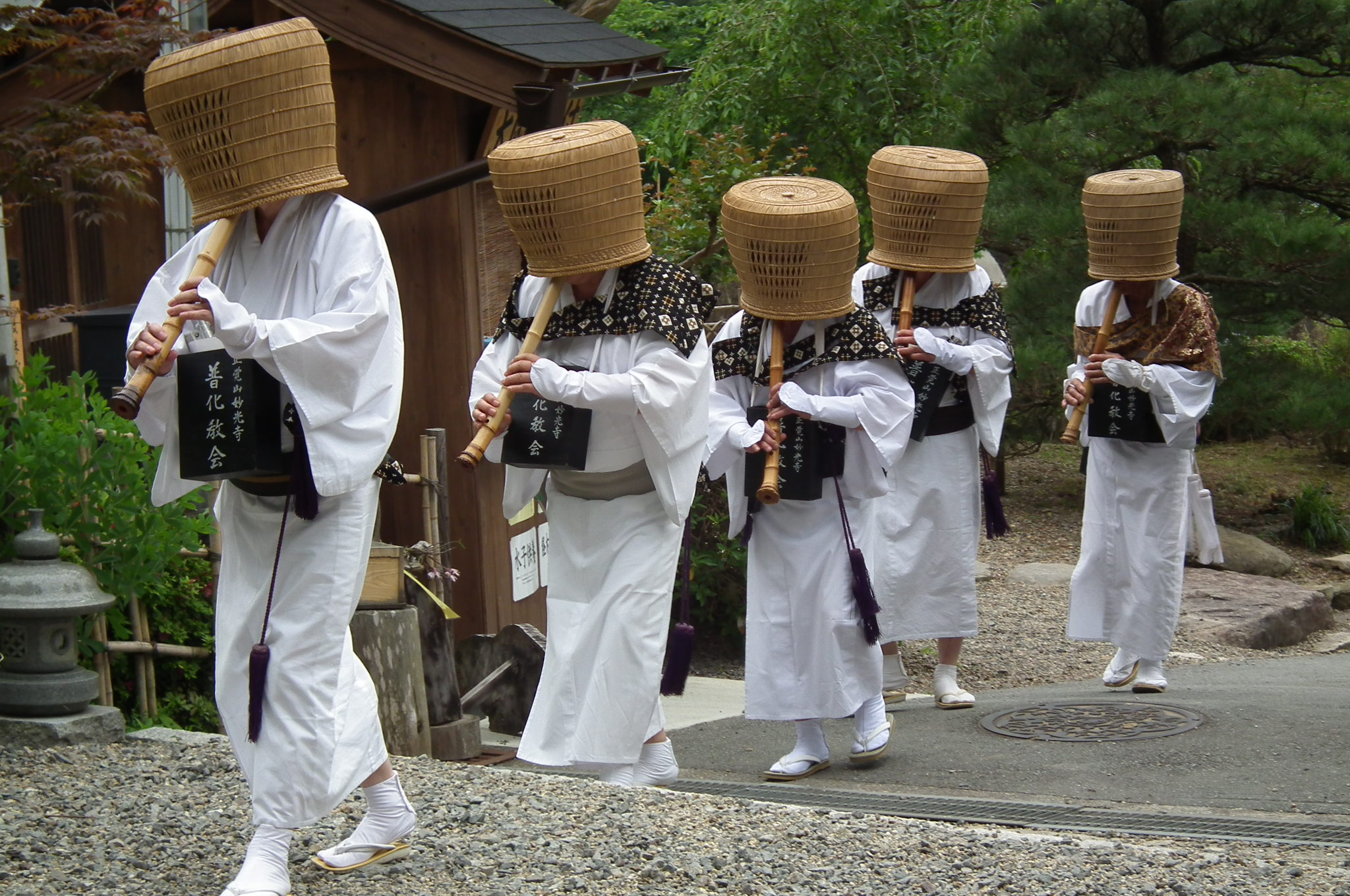
Các nhà sư Fuke (komusō) với Shakuhachi

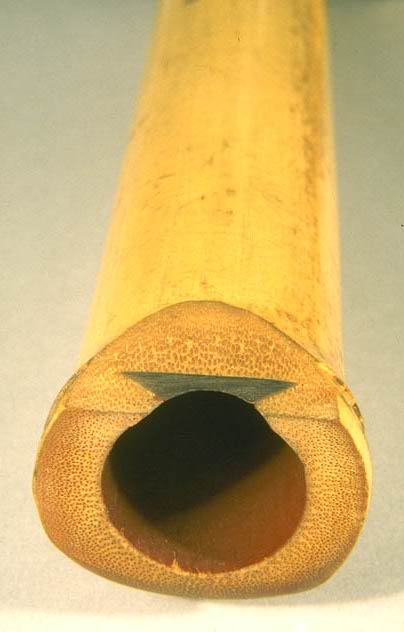
Miệng thổi của shakuhachi có một cạnh sắc để chống lại chiều thổi, gọi là Utaguchi

Đôi khi, shakuhachi thường đệm với đàn tranh koto trong những ca khúc truyền thống của Nhật. Ca sĩ Nagasu Tomoka (長須 与佳) (sinh ngày 22 tháng 12 năm 1978), thành viên ban nhạc Rin' là người chơi shakuhachi nổi tiếng xứ mặt trời mọc.